# Daibhidh Walker
Daibhidh mac an Fhùcadair ou Daibhidh Walker est un comédien écossais de langue maternelle gaélique, originaire de Uibhist a Deas, dans les Hébrides. Il s'est formé à l'art dramatique à l'institut universitaire du Sabhal mòr ostaig, sur l'île de Skye. Depuis, il tient régulièrement des rôles au théâtre, à la télévision, à la radio et au cinéma.
Au théâtre, on l'a vu dans Nach Fuar am Poll, MacBheatha, We Have Won the Land, Sequamur ainsi que dans Aisling oidche meadhan Samhraidh (2017), une adaptation du Songe d'une nuit d'été où il interprétait tour à tour tous les rôles.
À la télévision, il est interprète le rôle de Fionnlagh dans la séries Bannan (depuis 2014) aux côtés de Caitlin nic Aonghais, mais il joue aussi de nombreux rôles dans des comédies telles que Gaol @Gael., Sa voix est connue des Gaels car il double de nombreux personnages de dessins animés dans des séries telles que le Petit Prince (Am Prionnsa beag) ou Dare Dare Motus (Donnie Murdo). Il a aussi tenu un rôle secondaire de Brian Kelly dans Outlander en 2014. Parmi les pièces radiophoniques auxquelles il a participé, on compte The Black House, Rough Magik, The Apple Tree ou Freefalling. Il tenait aussi le rôle du grimpeur dans le film Seachd. 